# WZ-111

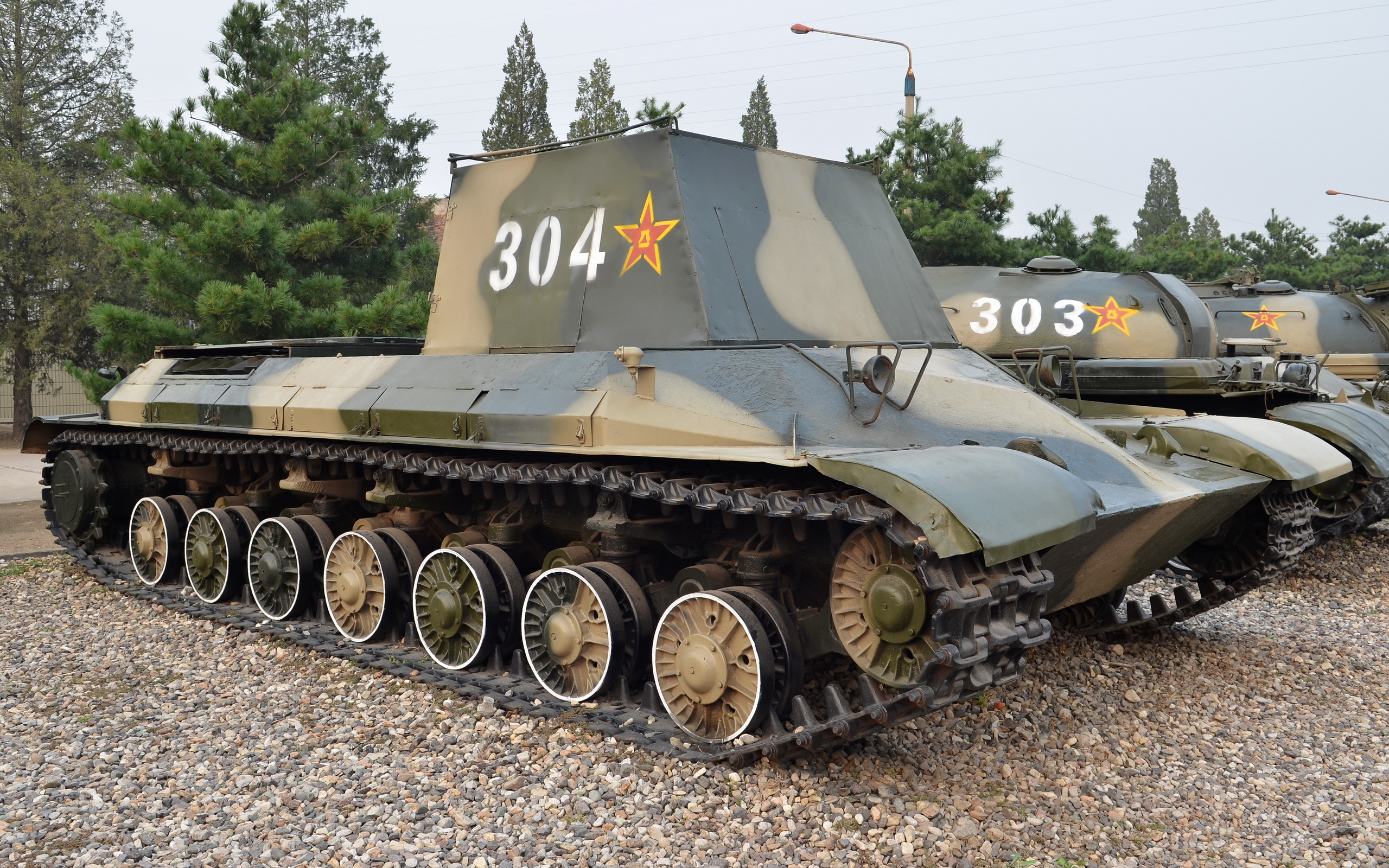
WZ-111-Prototyp im „China Tank Museum“, Peking

Der WZ-111 war ein Prototyp für einen schweren chinesischer Panzer aus den 1960er-Jahren, der nie die Serienreife erreichte. Es war der einzige schwere Panzer, der in China entwickelt und gebaut wurde.

## Geschichte
Nachdem Mao Zedong 1949 die Volksrepublik China ausgerufen hatte, wurde diese in den folgenden Jahren umfangreich von der Sowjetunion unterstützt und aufgerüstet. Dabei erhielt China auch zahlreiche schwere IS-2- und IS-3-Panzer. Als Josef Stalin 1953 verstarb, verschlechterten sich die Beziehungen beider Länder, bis es ungefähr ab 1959 zum chinesisch-sowjetischen Zerwürfnis kam. Dadurch stand China keine sowjetische Militärhilfe mehr zur Verfügung, wodurch die ursprünglichen Überlegungen, die inzwischen veralteten IS-2- und IS-3-Panzer durch den neueren T-10 zu ersetzen, nicht mehr realisierbar waren. China startete nun zahlreiche Programme, um einen eigenen schweren Panzer zu entwickeln, unter anderem die Projekte 110, 111, 112 und 113. Während die anderen Programme nie über das Reißbrettstadium hinauskamen, ging aus dem Projekt 111 der WZ-111 hervor. Die Wanne des WZ-111 wurde 1964 fertiggestellt, der Turm wurde mit einer Attrappe simuliert. Technisch war das Fahrzeug stark an die sowjetischen Modelle angelegt: Die Formgebung der Wanne erinnerte an den T-10, das Getriebe wurde vom IS-3 übernommen und auch der Dieselmotor war eine unlizenzierte Version des sowjetischen W-11 mit 520 PS. Während der Testfahrten wurden zahlreiche Probleme festgestellt, weshalb die Weiterentwicklung des WZ-111 1966 abgebrochen wurde.

## Technische Daten
- Gewicht: 46 t
- Länge: 10,63 m
- Breite: 3,30 m
- Höhe: 2,50 m
- Besatzung: 4
- Panzerung: 80 bis 200 mm
- Bewaffnung: 122-mm-Kanone Y174 (nicht realisiert)
- Motor: 12-Zylinder-Dieselmotor (520 PS)